# Kralj Tomislav (Thompson)
»Kralj Tomislav« singl je Marka Perkovića Thompsona objavljen 13. lipnja 2025. godine. Predstavlja jednu od pjesama studijskog albuma „Hodočasnik”, čija je službena objava bila isti dan. Kompozicija je posvećena prvom hrvatskom kralju Tomislavu u povodu 1100. obljetnice njegove krunidbe.
Thompson je prethodno najavio da je pjesmu objavio ranije od planiranog termina zbog, kako je naveo, „sabotaže neodgovornih osoba”. Početna objava realizirana je putem Facebooka.
Pjesmu u videospotu s Thompsonom izvodi nova postava glazbenika, koja će nastupati na predstojećem koncertu 5. srpnja 2025. na zagrebačkom Hipodromu.
Videospot za pjesmu traje sedam minuta i četiri sekunde i odlikuje se uporabom umjetne inteligencije u pojedinim dijelovima. Najizraženija primjena AI tehnologije uočava se u scenama koje prikazuju samog kralja Tomislava te u vizualnim prikazima Duvanjskog polja.